# Christopher Eccleston
Christopher Eccleston (Salford; 16 de febrero de 1964) es un actor británico. Interpretó a la novena encarnación del Doctor de la serie de la BBC Doctor Who y participó en la serie de HBO The Leftovers.[cita requerida]

## Primeros años
Eccleston nació en Salford, Reino Unido, el 16 de febrero de 1964. Hijo de Elsie y Ronnie Eccleston e hijo menor de tres hermanos. Sus hermanos Alan y Keith son gemelos, ocho años mayores que él.[cita requerida]

## Carrera
Educado en la Central School of Speech and Drama, se dio a conocer con Let him have it en 1991. Ha participado en series como Cracker (1993), que le lanzó a la fama en Reino Unido.
Apareció como invitado en la serie Agatha Christie's Poirot.
En 1996 protagonizó Jude junto a Kate Winslet, basada en la novela Jude el Oscuro de Thomas Hardy, y dirigida por Michael Winterbottom. Otras de sus películas más importantes son Los otros, 60 segundos (2000), The Invisible Circus (El circo invisible) (2001) y 28 días después (2002). En 2009 interpretó al villano Destro en la película G.I. Joe: The Rise of Cobra, y en 2013 interpretó a Malekith, el villano de Thor: The Dark World.[cita requerida]
Es un reconocido actor en la televisión británica, ha sido nominado dos veces como mejor actor en los premios BAFTA de la televisión, y consiguió el premio al actor más popular en los premios de la televisión nacional (National Television Awards) por su papel como la novena encarnación del Doctor en la serie Doctor Who (2005).[cita requerida]
Interpretó en 2007 a Claude (El hombre invisible) en la serie Heroes.
En 2012 protagoniza la serie de la BBC Blackout interpretando a Daniel Demoys, un político que tiene problemas con el alcohol.
Desde 2014, interpreta el papel del sacerdote Matt Jamison en la serie de televisión The Leftovers.

## Filmografía

### Cine
| Año  | Título                                 | Personaje               | Notas |
| ---- | -------------------------------------- | ----------------------- | ----- |
| 1991 | Let Him Have It                        | Derek Bentley           |       |
| 1992 | Death and the Compass                  | Alonso Zunz             |       |
| 1993 | Anchoress                              | Priest                  |       |
| 1994 | Shallow Grave                          | David Stephens          |       |
| 1996 | Jude                                   | Jude Fawley             |       |
| 1998 | Elizabeth                              | Duke of Norfolk         |       |
| 1998 | A Price Above Rubies                   | Sender Horowitz         |       |
| 1999 | Heart                                  | Gary Ellis              |       |
| 1999 | eXistenZ                               | Seminar Leader          |       |
| 1999 | With or Without You                    | Vincent Boyd            |       |
| 2000 | 60 segundos                            | Raymond Calitri         |       |
| 2000 | The Tyre                               | Salesman                | Corto |
| 2001 | Los otros                              | Charles Stewart         |       |
| 2001 | The Invisible Circus                   | Wolf                    |       |
| 2001 | This Little Piggy                      | Cabbie                  | Corto |
| 2001 | Strumpet                               | Strayman                |       |
| 2002 | 24 Hour Party People                   | Boethius                |       |
| 2002 | I Am Dina                              | Leo Zhukovsky           |       |
| 2002 | Revengers Tragedy                      | Vindici                 |       |
| 2002 | 28 Days Later                          | Major Henry West        |       |
| 2007 | El buscador: Los seis signos de la luz | The Rider               |       |
| 2008 | New Orleans, Mon Amour                 | Dr. Henry               |       |
| 2009 | G.I. Joe: The Rise of Cobra            | James McCullen / Destro |       |
| 2009 | Amelia                                 | Fred Noonan             |       |
| 2010 | The Happiness Salesman                 | Salesman                | Corto |
| 2012 | Song for Marion                        | James Harris            |       |
| 2013 | Thor: The Dark World                   | Malekith                |       |
| 2015 | Legend                                 | Leonard "Nipper" Read   |       |
| 2018 | Dead In A Week (Or Your Money Back)    | Harvey                  |       |
| 2018 | Where Hands Touch                      | Heinz                   |       |
| 2024 | Young Woman and the Sea                | Jabez Wolffe            |       |

### Televisión
| Año           | Título                                | Personaje                | Notas                                                            |
| ------------- | ------------------------------------- | ------------------------ | ---------------------------------------------------------------- |
| 1990          | Blood Rights                          | Dick                     | Episodio #1.1                                                    |
| 1990          | Casualty                              | Stephen Hills            | Episodio: " A Reasonable Man"                                    |
| 1991          | Inspector Morse                       | Terrence Mitchell        | Episodio: "Second Time Around"                                   |
| 1991          | Chancer                               | Radio                    | Episodio: "Jo"                                                   |
| 1991          | Boon                                  | Mark                     | Episodio: "Cover Up"                                             |
| 1992          | Rachel's Dream                        | Man in Dream             | Corto televisivo                                                 |
| 1992          | Poirot                                | Frank Carter             | Episodio: "One, Two, Buckle My Shoe"                             |
| 1992          | Friday on my Mind                     | Sean Maddox              | 3 episodios                                                      |
| 1992          | Business with Friends                 | Angel Morris             | Telefilm                                                         |
| 1993-1994     | Cracker                               | DCI David Bilborough     | 10 episodios                                                     |
| 1995          | Hearts and Minds                      | Drew Mackenzie           | 4 episodios                                                      |
| 1996          | Our Friends in the North              | Nicky Hutchinson         | 9 episodios                                                      |
| 1996          | Hillsborough                          | Trevor Hicks             | Telefilme                                                        |
| 1999          | Killing Time – The Millennium Poem    | Millennium Man           |                                                                  |
| 2000          | Wilderness Men                        | Alexander von Humboldt   | 3 episodios                                                      |
| 2000          | Clocking Off                          | Jim Calvert              | 2 episodios                                                      |
| 2001          | Othello                               | Ben Jago                 | Telefilme                                                        |
| 2001          | Linda Green                           | Tom Sherry / Neil Sherry | Episodio: "Twins"                                                |
| 2002          | The League of Gentlemen               | Dougal Siepp             | Episodio: "How the Elephant Got Its Trunk"                       |
| 2002          | Flesh and Blood                       | Joe Broughton            | Telefilme                                                        |
| 2002          | The King and Us                       | Anthony                  | Telefilme                                                        |
| 2002          | Sunday                                | General Ford             | Telefilme                                                        |
| 2003          | The Second Coming                     | Stephen Baxter           | 2 episodios                                                      |
| 2005          | Doctor Who                            | Ninth Doctor             | 13 episodios                                                     |
| 2005-2007     | Kings and Pharaohs                    | Pharaoh Rameses          | Protagonista                                                     |
| 2006          | Perfect Parents                       | Stuart                   | Telefilme                                                        |
| 2007          | Héroes                                | Claude                   | 5 episodios                                                      |
| 2008          | The Sarah Silverman Program           | Dr. Lazer Rage           | Episodio: "I Thought My Dad Was Dead, But It Turns Out He's Not" |
| 2010          | Lennon Naked                          | John Lennon              | Telefilme                                                        |
| 2010          | Accused                               | Willy Houlihan           | Episodio: "Willy's Story"                                        |
| 2011          | The Shadow Line                       | Joseph Bede              | 7 episodios                                                      |
| 2011          | The Borrowers                         | Pod Clock                | Telefilme                                                        |
| 2012          | Blackout                              | Daniel Demoys            | 3 episodios                                                      |
| 2013          | El día del doctor                     | Ninth Doctor             | Especial de televisión (material de archivo)                     |
| 2013          | Lucan                                 | John Aspinall            | 2 episodios                                                      |
| 2014-2017     | The Leftovers                         | Matt Jamison             | 23 episodios                                                     |
| 2015          | Fortitude                             | Professor Stoddart       | 3 episodios                                                      |
| 2015          | Safe House                            | Robert                   | 4 episodios                                                      |
| 2016-presente | The A Word                            | Maurice Scott            | 18 episodios                                                     |
| 2016          | The Life of Rock with Brian Pern      | Luke Dunmore             | 2 episodios                                                      |
| 2017-present  | Ambulance                             | Narrador                 | 16 episodios                                                     |
| 2017          | Manchester: 100 Days After the Attack | Narrator (voice)         | Especial de televisión                                           |
| 2018          | Come Home                             | Greg                     | 3 episodios                                                      |
| 2018          | King Lear                             | Oswald                   | Telefilme                                                        |
| 2018          | Danger Mouse                          | J. Woolington Sham (voz) | Episodio: "No More Mr Ice Guy"                                   |
| 2019          | 2019: A Year in the Life of a Year    | Él mismo                 |                                                                  |

### Teatro
| Año  | Título                      | Personaje      | Notas                     |
| ---- | --------------------------- | -------------- | ------------------------- |
| 1988 | Un tranvía llamado Deseo    | Pablo Gonzalez | Bristol Old Vic           |
| 1989 | Doña Rosita la soltera      | Phyllida Lloyd | Bristol Old Vic           |
| 1990 | Bent                        |                | Royal National Theatre    |
| 1990 | Abingdon Square             |                | Royal National Theatre    |
| 1990 | Aide-Memoire                |                | Royal Court Theatre       |
| 1993 | Waiting at the Water's Edge | Will           | Bush Theatre              |
| 2000 | La señorita Julia           | Jean           | Teatro Haymarket          |
| 2002 | Hamlet                      | Hamlet         | West Yorkshire Playhouse  |
| 2004 | Electricity                 | Jakey          | West Yorkshire Playhouse  |
| 2009 | A Doll's House              | Neil Kelman    | Donmar Warehouse          |
| 2012 | Antígona                    | Creon          | Royal National Theatre    |
| 2018 | Macbeth                     | Macbeth        | Royal Shakespeare Theatre |
| 2018 | Macbeth                     | Macbeth        | Barbican Theatre, London  |

### Videos musicales
| Año  | Artista    | Título           |
| ---- | ---------- | ---------------- |
| 2003 | I Am Kloot | "Proof"          |
| 2010 | I Am Kloot | "Northern Skies" |

### Radio y narración
| Año  | Título                                                                                      | Personaje         |
| ---- | ------------------------------------------------------------------------------------------- | ----------------- |
| 1998 | Room of Leaves                                                                              | Frank             |
| 1998 | Pig Paradise                                                                                | Jack              |
| 2001 | Some Fantastic Place                                                                        | Narrador          |
| 2001 | Bayeux Tapestry                                                                             | Harold            |
| 2002 | The Importance of Being Morrissey                                                           | Narrador          |
| 2002 | Iliad                                                                                       | Achilles          |
| 2003 | Cromwell – Warts and All                                                                    | Narrador          |
| 2004 | Life Half Spent                                                                             | Roger             |
| 2005 | Crossing the Dark Sea                                                                       | Squaddie          |
| 2005 | Sacred Nation                                                                               | Narrador          |
| 2005 | Born to be Different                                                                        | Narrador          |
| 2005 | A Day in the Death of Joe Egg                                                               | Brian             |
| 2005 | E=mc² (Einstein's Big Idea)                                                                 | Narrador          |
| 2005 | Dubai Dreams                                                                                | Narrador          |
| 2005 | Wanted: New Mum and Dad                                                                     | Narrador          |
| 2005 | Children in Need                                                                            | Narrador          |
| 2005 | This Sceptred Isle                                                                          | Varios personajes |
| 2006 | The 1970s: That Was The Decade That Was                                                     | Narrador          |
| 2008 | The Devil's Christmas                                                                       | Narrador          |
| 2009 | Wounded                                                                                     | Narrador          |
| 2011 | The Bomb Squad                                                                              | Narrador          |
| 2012 | Timeshift: Wrestling's Golden Age: Grapplers, Grunts & Grannies                             | Narrador          |
| 2013 | Nineteen Eighty-Four                                                                        | Protagonista      |
| 2016 | Ambulance                                                                                   | Narrador          |
| 2020 | Schreber in Radio Three's dramatization by Anthony Burgess of the Memoir of Daniel Schreber | Protagonista      |

## Premios y nominaciones

### Premios BAFTA
BAFTA TV Awards
| Año  | Categoría   | Trabajo nominado         | Resultado | Ref. |
| ---- | ----------- | ------------------------ | --------- | ---- |
| 1997 | Mejor actor | Our Friends in the North | Nominado  |      |
| 2004 | Mejor actor | The Second Coming        | Nominado  |      |

BAFTA Cymru Awards
| Año  | Categoría   | Trabajo nominado | Resultado | Ref. |
| ---- | ----------- | ---------------- | --------- | ---- |
| 2005 | Mejor actor | Doctor Who       | Nominado  |      |

### Premios Emmy
International Emmy Awards
| Año  | Categoría   | Trabajo nominado | Resultado | Ref. |
| ---- | ----------- | ---------------- | --------- | ---- |
| 2011 | Mejor actor | Accused          | Ganador   |      |
| 2019 | Mejor actor | Come Home        | Nominado  |      |

### Otros
| Año  | Trabajo                  | Premio                           | Categoría                                              | Resultado |
| ---- | ------------------------ | -------------------------------- | ------------------------------------------------------ | --------- |
| 1997 | Jude                     | Golden Satellite Award           | Mejor actor dramático                                  | Nominado  |
| 1997 | Our Friends in the North | Broadcasting Press Guild Award   | Mejor actor                                            | Ganador   |
| 2003 | Flesh and Blood          | Royal Television Society Award   | Mejor actor                                            | Ganador   |
| 2005 | Doctor Who               | TV Choice Award                  | Mejor actor                                            | Ganador   |
| 2005 | Doctor Who               | National Television Awards       | Actor más popular                                      | Ganador   |
| 2005 | Doctor Who               | Broadcasting Press Guild Award   | Mejor actor                                            | Nominado  |
| 2007 | Héroes                   | SyFy Genre Awards                | Mejor invitado especial                                | Nominado  |
| 2015 | The Leftovers            | Satellite Award                  | Mejor actor de reparto en serie, miniserie o telefilme | Nominado  |
| 2015 | The Leftovers            | Critics' Choice Television Award | Mejor actor de reparto en serie dramática              | Nominado  |
| 2016 | The Leftovers            | Critics' Choice Television Award | Mejor actor de reparto en serie dramática              | Nominado  |